# Капски захарен медосмукач
Капски захарен медосмукач (Promerops cafer) е вид птица от семейство Promeropidae.

## Разпространение
Видът е разпространен в Южна Африка.